# Hubert Romanowski

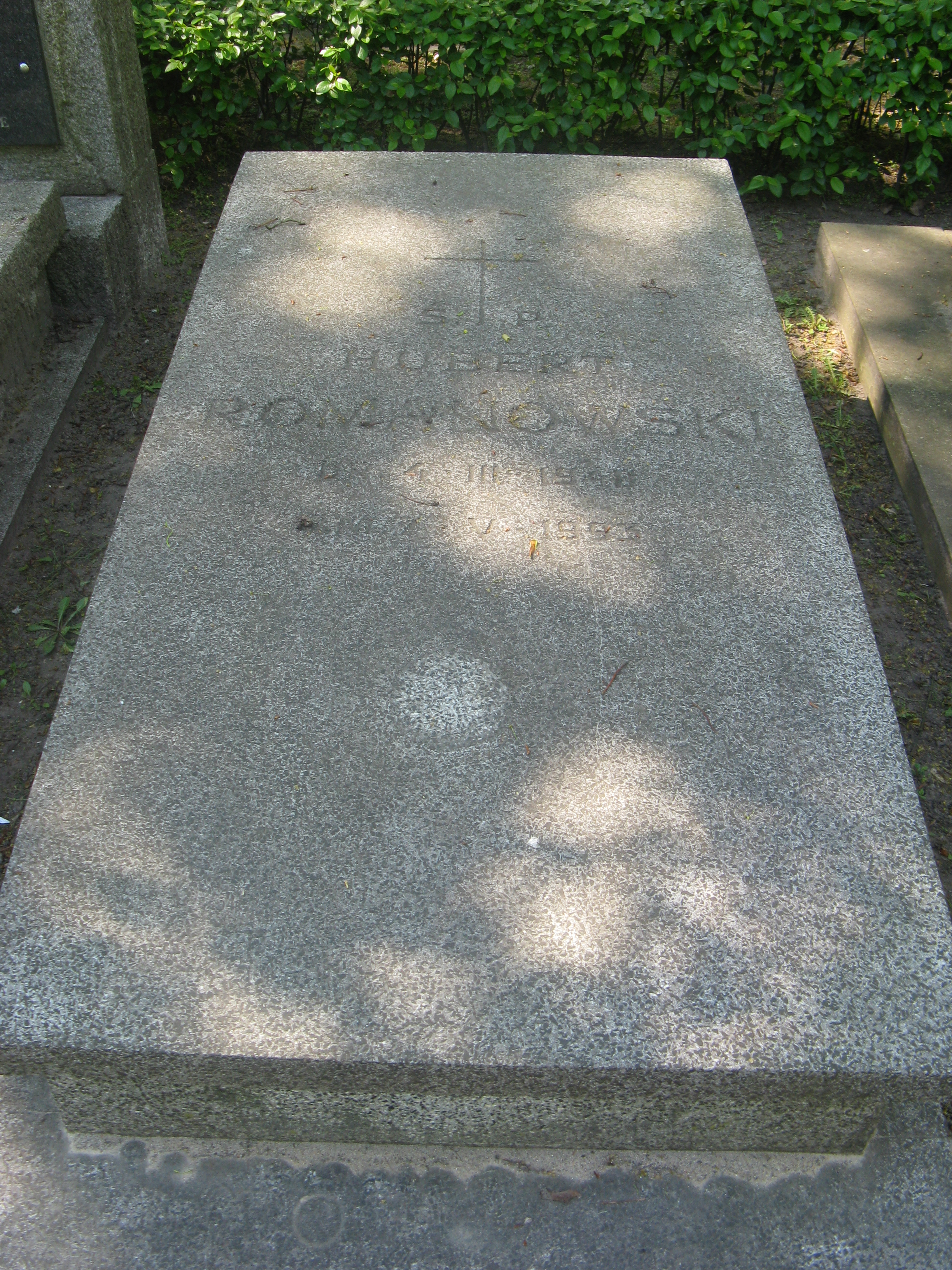
Grób Huberta Romanowskiego na Cmentarzu Wojskowym na Powązkach

Hubert Tadeusz Romanowski (ur. 4 marca 1948 we Wrocławiu, zm. 7 maja 1993 w Dixon Springs, Tennessee) – doktor chemii, działacz „Solidarności”, urzędnik konsularny, dyplomata.

## Życiorys
Syn Zbigniewa i Marii Sulimirskiej. Absolwent Politechniki Wrocławskiej. Działacz „Solidarności”. Przebywał na studiach doktoranckich w Illinois Institute of Technology w Chicago. W 1982 uzyskał azyl polityczny w Stanach Zjednoczonych. Kontynuował studia na Northwestern University w Evanston, Illinois, i został pracownikiem naukowym na University of Chicago (1987). Pełnił funkcję konsula generalnego RP w Chicago (1990–1991), następnie radcy naukowego ambasady w Waszyngtonie. Zginął w wypadku samochodowym w trakcie podróży służbowej koło Dixon Springs, Tennessee, na drodze międzystanowej nr 40 do Little Rock w Arkansas. W wypadku zginął też Andrzej Jarecki, attaché kulturalny tejże ambasady.
Jego przodkowie pieczętowali się herbem Bożawola. Pochowany na Cmentarzu Wojskowym na Powązkach w Warszawie, kwatera C 31, rząd TUJE, miejsce 13.